# Anders Norberg
Anders Norberg, född 13 december 1745 i Hubbo församling i Västmanland, död 5 september 1820 i S:t Laurentii församling, Östergötlands län, var en svensk präst.

## Biografi
Anders Norberg föddes 1745 i Hubbo församling. Han var son till lektorn och prosten Olof Norberg (1698–1765) och Christina Petræus (1713–1768) i Västerås. Efter studier i Västerås blev Norberg student vid Uppsala universitet 1766, avlade magisterexamen 1770, historiarum docens vid Uppsala universitet 1772, notarie vid kungliga hovkonsistorium 1775.  Han avlade pastoralexamen 1777 och prästvigdes samma år. Han blev kunglig hovpredikant och andre pastor i Livdrabantkåren 1779, kyrkoherde i Söderköpings församling 1784 (tillträdde 1787), prost 1785 och teologie doktor 1800. Norberg var preses vid prästmötet 1802.
Under sin första utrikesresa, som företogs 1780–1783, besökte han Tyskland, Holland, Frankrike, Schweiz, Italien och Danmark. Den andra resan skedde i sällskap med ordensbiskopen baron Carl Edvard Taube till Rom under Gustav III:s vistelse där, då Taube predikade på påskdagen och Norberg på annandagen, "hvarvid Hans Maj:t behagade offentligen begå Herrans H. Nattvard" och dessa predikningar var de första lutherska som hållits i "Catholicismens Hufvudstad". Den tredje utrikesresan företogs till Colmar i Alsace, i sällskap med tre grevar Piper och två baroner Taube.
Han var ledamot av ecklesiastikberedningen 1786–1787, av Nordiska sällskapet i London sedan 1785, av sällskapet Utile dulci och Samfundet Pro Fide et Christianismo samt av Kungliga Vetenskaps- och Vitterhetssamhället i Göteborg.

### Familj
Norberg gifte sig 1787 med Sigrid Kolmodin (1757–1843), dotter till prosten Gabriel Kolmodin och Eva von Schantz född i adelsätten von Schantz. De hade tre döttrar som nådde vuxen ålder: Adriana Norberg (1789–1811) gift 1810 med kyrkoherden Erik Gustaf Brydolf i Hällestads församling; Petronella Margareta Norberg (1788–1879), som efter systerns död 1811 gifte sig 1814 med svågern kyrkoherden Erik Gustaf Brydolf i Hällestads församling; Andrietta Norberg, som gifte sig med kyrkoherden Gustaf Fredrik Lindmark i Vallerstads församling.

### Översättningar
- 1777 – Professor G. F. Gellerts Moraliska Föreläsningar; ifrån och med den 16 till den 26 (skriven av Christian Fürchtegott Gellert), Stockholm.[5]
- 1787 – fhandling om werldenes tilstånd wid Christi födelse, och desz sammanhang med utbredandet af den christna religionen (skriven av William Robertson), Göteborg.[5]